# West Union (Iowa)
West Union ist eine Kleinstadt (mit dem Status „City“) und Verwaltungssitz des Fayette County im Nordosten des US-amerikanischen Bundesstaates Iowa. Das U.S. Census Bureau hat bei der Volkszählung 2020 eine Einwohnerzahl von 2.490 ermittelt.

## Geografie
West Union liegt auf 42° 58′ N, 91° 48′ W und erstreckt sich über 7 km². Der Ort liegt rund 60 km westlich des Mississippi, der die Grenze zu Wisconsin bildet. Die Grenze zu Minnesota befindet sich rund 65 km nördlich.
Benachbarte Orte von West Union sind Eldorado (11,2 km nördlich), Clermont (14,9 km nordöstlich), Elgin (15,8 km östlich), Fayette (15 km südlich), Donnan (12,4 km südwestlich) und Hawkeye (14,6 km westsüdwestlich).
Die nächstgelegenen größeren Städte sind die Quad Cities (260 km südöstlich), Cedar Rapids (129 km südlich), Iowas Hauptstadt Des Moines (272 km südwestlich), Rochester in Minnesota (157 km nordnordwestlich) sowie Wisconsins Hauptstadt Madison (232 km östlich).

## Verkehr
Durch das Stadtzentrum verläuft in West-Ost-Richtung der U.S. Highway 18, wo er den Iowa Highway 150 kreuzt. Im Süden des Stadtgebietes zweigt an dessen westlichem Ende der Iowa Highway 56 in südöstlicher Richtung ab. Alle weiteren Straßen sind untergeordnete teils unbefestigte Fahrwege sowie innerörtliche Verbindungsstraßen.
Mit dem George L. Scott Municipal Airport befindet sich am nordöstlichen Stadtrand ein kleiner Flugplatz. Die nächstgelegenen größeren Flughäfen sind der Eastern Iowa Airport in Cedar Rapids (142 km südlich) sowie der Dubuque Regional Airport in Dubuque an der Nahtstelle der Bundesstaaten Iowa, Wisconsin und Illinois (147 km südöstlich).

## Demografische Daten
Nach der Volkszählung im Jahr 2010 lebten in West Union 2486 Menschen in 1106 Haushalten. Die Bevölkerungsdichte betrug 355,1 Einwohner pro Quadratkilometer. In den 1106 Haushalten lebten statistisch je 2,12 Personen.
Ethnisch betrachtet setzte sich die Bevölkerung zusammen aus 96,4 Prozent Weißen, 1,1 Prozent Afroamerikanern, 0,2 Prozent amerikanischen Ureinwohnern, 0,8 Prozent Asiaten sowie 0,9 Prozent aus anderen ethnischen Gruppen; 0,6 Prozent stammten von zwei oder mehr Ethnien ab. Unabhängig von der ethnischen Zugehörigkeit waren 2,0 Prozent der Bevölkerung spanischer oder lateinamerikanischer Abstammung.
21,9 Prozent der Bevölkerung waren unter 18 Jahre alt, 55,9 Prozent waren zwischen 18 und 64 und 22,2 Prozent waren 65 Jahre oder älter. 50,5 Prozent der Bevölkerung war weiblich.

Das mittlere jährliche Einkommen eines Haushalts lag bei 40.769 USD. Das Pro-Kopf-Einkommen betrug 21.479 USD. 12,7 Prozent der Einwohner lebten unterhalb der Armutsgrenze.